# Струминні промивні машини

Струминні промивні машини - промивальна машина. Застосовуються при промивці легко-, середньо- і важкопромивних матеріалів крупністю до 150 мм. Струминна машина складається з прямокутної камери різання 2, що з'єднана з циліндричною промивною ванною 5 перехідним патрубком 4. У верхній частині камери різання установлено два ряди сопел 3, такі ж сопла в шаховому порядку установлені в промивній ванні.
Вихідний матеріал через завантажувальну лійку 1 надходить в ка-меру різання 2, де глинисті грудки руйнуються струменями води, що подається через сопла під тиском 2,2—2,5 МПа. Підготовлений таким чином матеріал перехідним патрубком 4 направляється в промивну ванну, де під дією струменів води з тиском 1,4—1,6 МПа процес промивки закінчується. Дезінтегрований матеріал по жолобу 6 виводиться з ма-шини і направляється в пристрій для відділення шламів.
Ефективність промивки в струминних промивних машинах складає 80—90 % при витратах води 2—4 м³ на 1 м³ матеріалу. Підвищити ефективність диспергування глинистих включень можна застосуванням пульсацій струменів води.